# Разин, Константин Иванович
Константин Иванович Разин (4 ноября 1913, Медынь, Калужская губерния — 30 апреля 1983) — советский учитель, журналист, общественный деятель. Почётный гражданин Новомосковска (1980).

## Биография
Константин Разин родился 4 ноября 1913 года в городе Медынь Калужской губернии в семье народного учителя.
Окончил семилетнюю школу и Калужский индустриально-педагогический техникум, откуда был направлен на курсы повышения квалификации при Московском областном институте народного образования.
В 1931 году по направлению приехал в Бобрики (сейчас Новомосковск) на строительство химического комбината: он был направлен сюда работать учителем истории. Поскольку в едва основанном городе ещё не построили ни одной школы, был направлен в село Иван-Озеро в неполную среднюю школу. Кроме истории, преподавал здесь русский язык и литературу, был завучем, а через пять лет занял пост директора школы.
В 1940 году был назначен заведующим методическим кабинетом Сталиногорского городского отдела народного образования. Трудился на этом посту до начала Великой Отечественной войны, после чего стал заведующим отделом. Когда Сталиногорск оккупировали, перебрался в Михайлов Рязанской области, а после освобождения города вернулся. На фронт не был призван из-за слабого зрения, однако некоторое время служил военным цензором и вскоре по той же причине был демобилизован. 
С марта 1942 года на протяжении всей оставшейся части Великой Отечественной войны и после неё работал ответственным редактором газеты «Сталиногорская правда» (сейчас «Новомосковская правда»), сменив на этом посту А. Марина. В это время журналисты работали в тяжёлых условиях — ночевали в типографии, спали на столах. 
В послевоенное время Разин активно сотрудничал с рабочими корреспондентами, некоторые из их числа перешли в число постоянных журналистов. В октябре 1945 года Разин вместе с местным поэтом и журналистом Степаном Поздняковым устроил в штат газеты поэта Ярослава Смелякова, направленного в Сталиногорск, где он трудился банщиком на шахте № 19. Смеляков проработал под началом Разина ответственным секретарём «Сталиногорской правды» до 1948 года, когда смог вернуться в Москву. Впоследствии редактор оставил короткие воспоминания об этом, в которых писал:
Он вошёл ко мне в кабинет страшно худой, в армейской телогрейке, подпоясанный солдатским ремнём, на голове военная шапчонка, но без звёздочки и какая-то сильно заношенная. Глаза, очень напряжённые глаза. Но сказал спокойно, с достоинством: «Я — поэт Ярослав Смеляков. Умею писать стихи, корреспонденции, репортажи... Думаю, что я мог бы быть полезным для вашей газеты...»

Я не мог ему отказать.
В 1949 году перешёл на работу в Сталиногорский городской комитет ВКП(б).
В 1952 году вернулся к журналистской работе, став заместителем редактора подмосковной областной газеты «Московская кочегарка».
С мая 1957 года до ухода на пенсию в 1978 году работал на посту заместителя редактора «Новомосковской правды».
Занимался краеведением, участвовал в общественных лекциях и беседах. Был одним из инициатором создания в Новомосковске музея истории города, передал в его фонд много исторических документов.
Награждён орденом «Знак Почёта» и медалью «За оборону Москвы».
В 1980 году был удостоен звания почётного гражданина Новомосковска.
Умер 30 апреля 1983 года.

## Память
27 мая 2016 года в Новомосковске на доме 19а по ул. Маяковского, где жил Константин Разин, была открыта мемориальная доска, посвящённая ему.
В феврале 2020 года в Новомосковском историко-художественном музее провели тематический вечер «Люди и судьбы», одним из героев которого стал Константин Разин.